# Pura Besakih
Pura Besakih – świątynia hinduistyczna w miejscowości Besakih na zboczu góry Agung we wschodniej części indonezyjskiej wyspy Bali. Uważana za najważniejszą i najbardziej świętą z balijskich świątyń.
Pura Besakih powstała jako górska świątynia tarasowa w VIII wieku. Od tego czasu była rozbudowywana i obecnie składa się z 22 kompleksów składających się w sumie z ponad 200 budowli, połączonych schodami i tarasami. Centrum zespołu świątynnego stanowi pagoda Pura Penataran Agung, symbolizująca kosmiczną górę Meru, oraz Padmasana (Lotosowy Tron). W ciągu roku w świątyni obchodzi się około 70 świąt, opartych na tradycyjnym 210-dniowym kalendarzu balijskim.
Podczas niszczycielskiej erupcji wulkanu Agung w 1963 roku strumienie lawy ominęły kompleks świątynny. W 1995 roku został wpisany na listę Światowego Dziedzictwa Kultury UNESCO.